# Kino „Wisła”

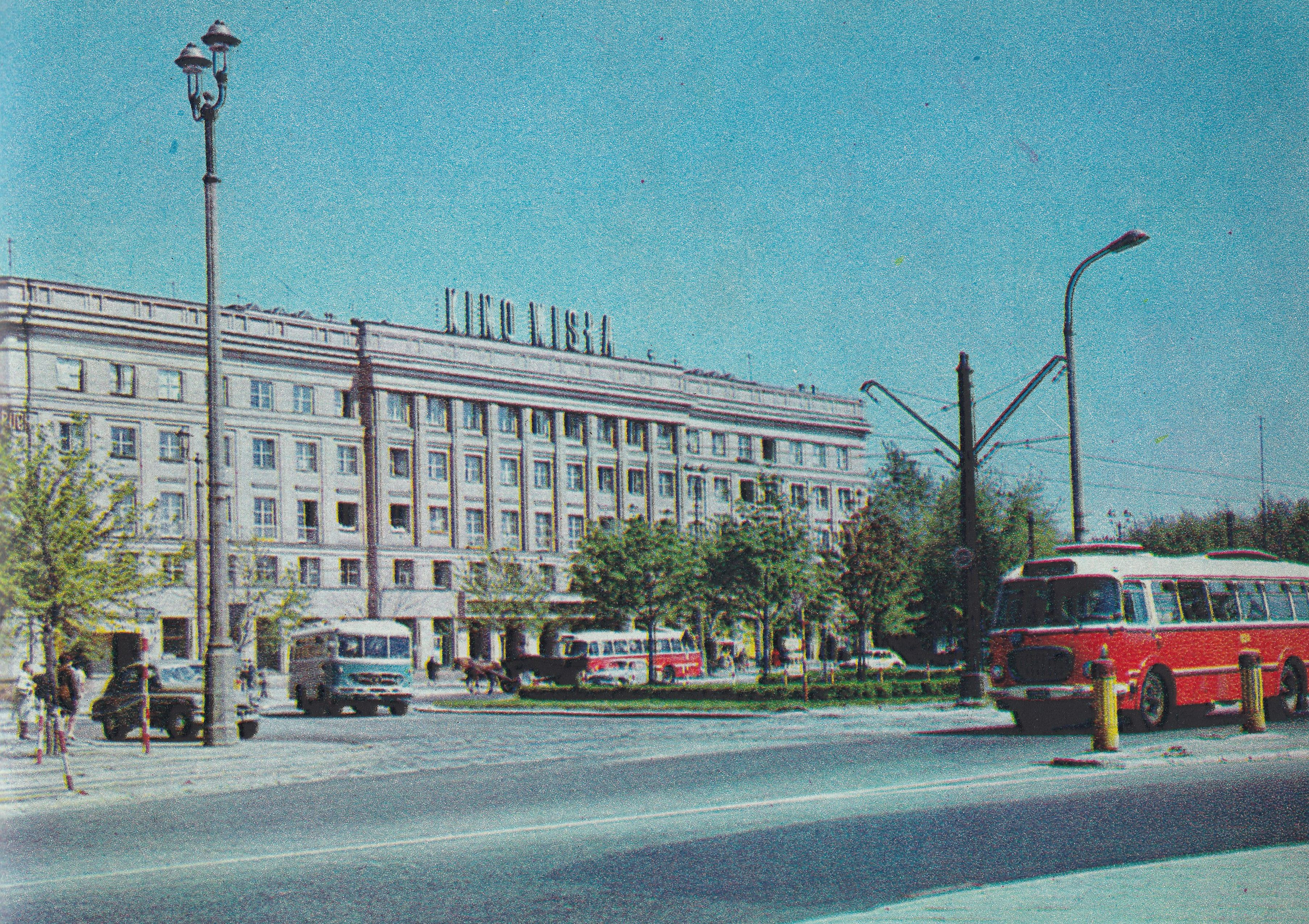
Budynek, w którym mieści się kino „Wisła”, w latach 60. XX w.

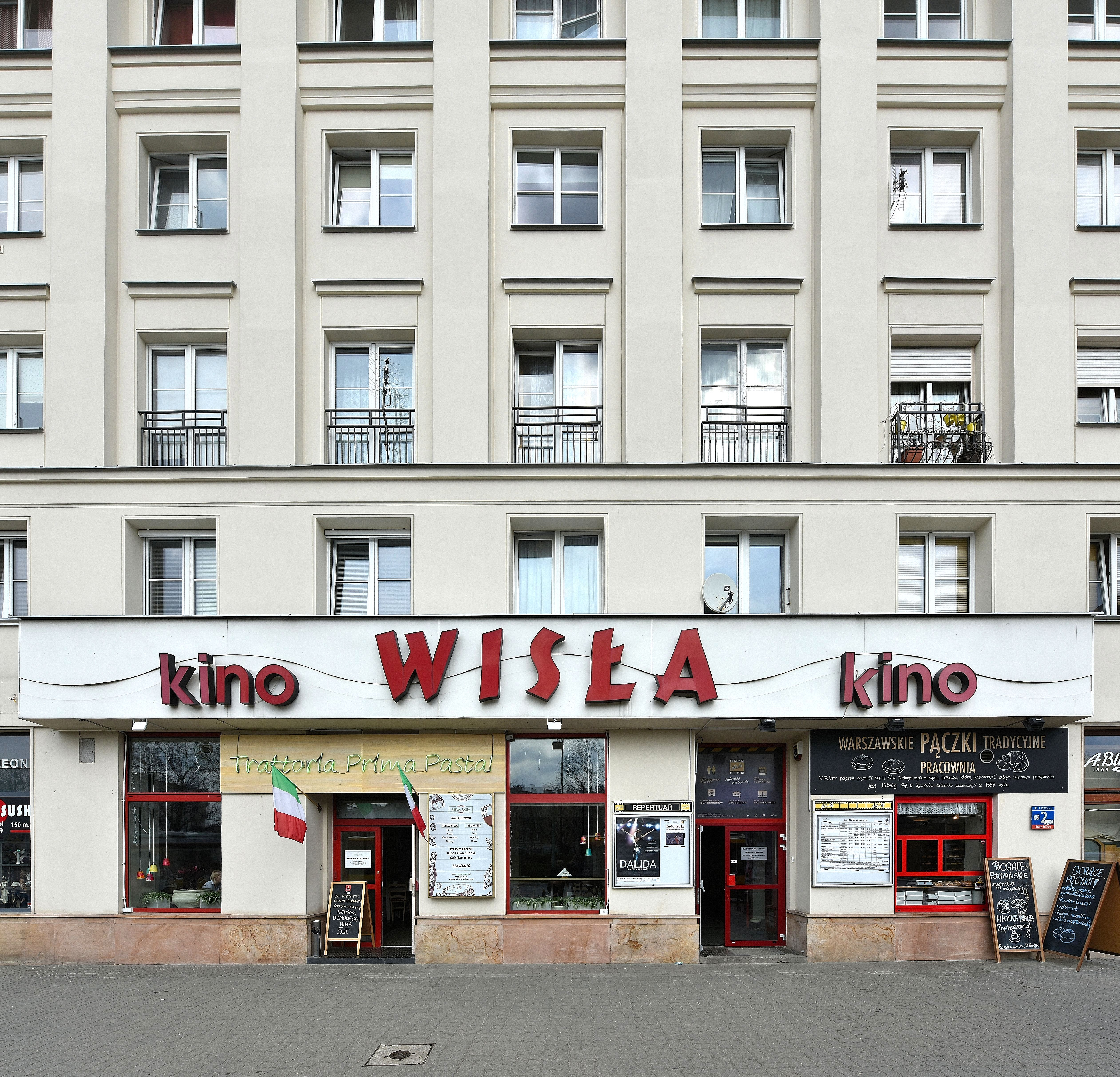
Wejście do kina

Kino „Wisła” – kino znajdujące się przy placu Wilsona 2 w Warszawie. Należy do sieci Nove Kino.

## Opis
Kino zostało zaprojektowane przez Cezarię Iljin-Szymańską i Wiktorię Iljin. Zostało otwarte w 1961. 
Ma trzy sale o łącznej liczbie 738 miejsc. Przy wejściu do kina znajduje się mały pasaż handlowy, a w kinie – barek i mała kawiarnia. Kino prowadzi pokazy filmów dla dzieci i pokazy slajdów podróżniczych.